# Santa María Chiquimula
Santa María Chiquimula – miasto na południowym zachodzie Gwatemali, w departamencie Totonicapán. Według danych statystycznych z 2012 roku liczba mieszkańców wynosiła 12 304 osób. 
Santa María Chiquimula leży około 27 km na północ od stolicy departamentu – miasta Totonicapán. Miejscowość leży na wysokości 2125 metrów nad poziomem morza, w górach Sierra Madre de Chiapas.

## Gmina Santa María Chiquimula
Miejscowość jest także siedzibą władz gminy o tej samej nazwie, która jest jedną z ośmiu gmin w departamencie. W 2010 roku gmina liczyła 48 525 mieszkańców. Gmina jak na warunki Gwatemali jest nieduża, a jej powierzchnia obejmuje 80 km². Mieszkańcy gminy utrzymują się głównie z uprawy roli i rzemiosła.  W rolnictwie dominuje uprawa pszenicy, kukurydzy i fasoli. Z rzemiosła dominuje tkactwo i wyrób tradycyjnych poncz.
Klimat gminy jest równikowy, według klasyfikacji Köppena należy do klimatów tropikalnych monsunowych (Am), z wyraźną porą deszczową występującą od maja do października. Średnia temperatura roczna wynosi 16 °C.